# 連分数
連分数（れんぶんすう、英: continued fraction）とは、分母に更に分数を含む分数である。分子が全て 1 であるものは特に単純連分数または正則連分数（英: regular continued fraction）ともいう。単に連分数といえば、正則連分数を指す場合が多い。具体的には次のような形をとる。
{\displaystyle x=a_{0}+{\cfrac {1}{a_{1}+{\cfrac {1}{a_{2}+{\cfrac {1}{a_{3}}}}}}}}
ここで a0 は整数、それ以外の an は正の整数である。正則連分数は、最大公約数を求めるユークリッドの互除法から自然に生ずるものであり、古くからペル方程式の解法にも利用された。
下記のような記法もある。
- {\displaystyle x=a_{0}+{\frac {1}{a_{1}+}}\,{\frac {1}{a_{2}+}}\,{\frac {1}{a_{3}}}}
- {\displaystyle x=[a_{0};a_{1},a_{2},a_{3}]}

また、極限の概念により、分数を無限に連ねたものも考えられる。
{\displaystyle [a_{0};a_{1},a_{2},a_{3},\dots ]=\lim _{n\to \infty }[a_{0};a_{1},a_{2},a_{3},\dots ,a_{n}]}
二次無理数（整数係数二次方程式の根である無理数）の正則連分数展開は必ず循環することが知られている。逆に、正則連分数展開が循環する数は二次無理数である。

## 計算方法
求めたい数を ω0 とおく。
ω0 が整数でなければ、ω0 を超えない最大の整数を a0 とし、次のように ω1 を定める。
{\displaystyle \omega _{0}=a_{0}+{\frac {1}{\omega _{1}}}}
ω1 が整数でなければ、ω1 を超えない最大の整数を a1 とし、 次のように ω2 を定める。
{\displaystyle \omega _{1}=a_{1}+{\frac {1}{\omega _{2}}}}
以降も同様。
{\displaystyle \omega _{n-1}=a_{n-1}+{\frac {1}{\omega _{n}}}}
この操作を繰り返し、n 段までの連分数を求める。ω が有理数であれば、n は有限である。 ω が無理数であれば、無限の連分数となる。
{\displaystyle {\begin{aligned}\omega _{0}&=a_{0}+{\cfrac {1}{a_{1}+{\cfrac {1}{a_{2}+{\cfrac {1}{\ddots \,a_{n-1}+{\cfrac {1}{\omega _{n}}}}}}}}}\\&=[a_{0};a_{1},a_{2},\dots ,a_{n}]\end{aligned}}}
ただし上述のように、ω0 が二次無理数であり、かつその場合に限り、循環する連分数になる。
{\displaystyle {\frac {p_{n}}{q_{n}}}=[a_{0};a_{1},a_{2},\dots ,a_{n-1}]} は ω0 に収束する。すなわち上記の作業を繰り返すことによりいくらでも実数 ω0 に近い有理数を求めることができる。また、ω0 と連分数の差は
{\displaystyle \left|\omega _{0}-{\frac {p_{n}}{q_{n}}}\right|<{\frac {1}{{q_{n}}^{2}}}}
となると知られており、連分数はディオファントス近似の解を求める手段として有効である。

## 性質
いま、a0 は整数、それ以外の an は正の整数であるような数列
{\displaystyle a_{0},a_{1},a_{2},a_{3},\ldots }
があるとき、数列 pn, qn を以下のように定める。
{\displaystyle {\begin{cases}p_{0}=1\\p_{1}=a_{0}\\p_{n}=a_{n-1}p_{n-1}+p_{n-2}\ (n\geq 2)\end{cases}}\quad {\begin{cases}q_{0}=0\\q_{1}=1\\q_{n}=a_{n-1}q_{n-1}+q_{n-2}\ (n\geq 2)\end{cases}}}
このとき、連分数は
{\displaystyle [a_{0};a_{1},a_{2},\dots ,a_{n-1}]={\frac {a_{n-1}p_{n-1}+p_{n-2}}{a_{n-1}q_{n-1}+q_{n-2}}}={\frac {p_{n}}{q_{n}}}}
となる。
pn とqn にユークリッドの互除法を適用すると、割り算の商として数列 a0, a1, ... , an−1 のn 個の整数が順番に現れる。上記の数列 pn, qn の定義は互除法の操作を逆にたどったものともいえる。
また、pn, qn は整数であるから、ユークリッドの互除法の帰結より、pn と qn は互いに素である。つまり連分数 {\displaystyle {\frac {p_{n}}{q_{n}}}} は既約分数である。
さらに |pn+1qn − pnqn+1| = 1 である。また、pn と pn+1 および、qn と qn+1 も互いに素である。
なお数列an が全て 1 の場合、数列pn, qn はともにフィボナッチ数列 (F0 = 0, F1 = 1) である。すなわち
{\displaystyle {\frac {p_{n}}{q_{n}}}={\frac {F_{n+1}}{F_{n}}}}
である。そして、上で記したようにこの連分数は黄金比に収束する。ゆえに隣り合うフィボナッチ数の比は黄金比に収束することが分かる。
また、アレクサンドル・ヒンチンによると、ほとんど全ての実数について、正則連分数の場合、a0以外の係数の幾何平均はある極限、つまりヒンチンの定数に接近する。{\displaystyle \lim _{n\rightarrow \infty }\left(a_{1}a_{2}...a_{n}\right)^{1/n}=K_{0}=2.6854520010\dots }
ただし、この定数は代数的無理数なのか超越数なのかについては、まだ分かっていない。

## 無理数の連分数展開の例

### 黄金数
ϕ は x2 − x − 1 = 0 の正の解である。ϕ を超えない最大の整数が 1 であることを考慮して、この方程式を下記のように変形する。
{\displaystyle {\begin{aligned}x^{2}&=x+1\\x&=1+{\frac {1}{x}}\end{aligned}}}
右辺の x に右辺自体を丸ごと代入して再帰的な形に変形できる。そのため、連分数 [1; 1, 1, 1, ...] を得られる。
{\displaystyle {\begin{aligned}x&=1+{\cfrac {1}{1+{\cfrac {1}{1+{\cfrac {1}{1+{\cfrac {1}{\ddots }}}}}}}}\\&=[1;1,1,1,\dots ]\\\varphi &=[1;1,1,1,\dots ]\end{aligned}}}
より一般的には、x2 − nx = 1 の正の解を次のように表すことができる。
{\displaystyle {\begin{aligned}x&=n+{\cfrac {1}{n+{\cfrac {1}{n+{\cfrac {1}{n+{\cfrac {1}{\ddots }}}}}}}}\\&=[n;n,n,n,\dots ]\\&={\frac {1}{2}}\left(n+{\sqrt {n^{2}+4}}\right)\end{aligned}}}

### その他の二次無理数
以下は二次無理数であるため、循環する連分数展開を持つ。
- 2 の正の平方根

{\displaystyle {\begin{aligned}{\sqrt {2}}&=[1;{\overline {2}}]\\&=[1;2,2,2,\dots ]\end{aligned}}}
- 2 の負の平方根

{\displaystyle {\begin{aligned}-{\sqrt {2}}&=[-2;1,1,{\overline {2}}]\\&=[-2;1,1,2,2,2,\dots ]\end{aligned}}}
- 3 の正の平方根

{\displaystyle {\begin{aligned}{\sqrt {3}}&=[1;{\overline {1,2}}]\\&=[1;1,2,1,2,1,2,\dots ]\end{aligned}}}
- 黄金数の逆数

{\displaystyle {\begin{aligned}\varphi ^{-1}&=[0;{\overline {1}}]\\&=[0;1,1,1,\dots ]\end{aligned}}}
- 白銀数

{\displaystyle {\begin{aligned}1+{\sqrt {2}}&=[2;{\overline {2}}]\\&=[2;2,2,2,\dots ]\end{aligned}}}
- 白銀数の逆数

{\displaystyle {\begin{aligned}{\frac {1}{1+{\sqrt {2}}}}&=-1+{\sqrt {2}}\\&=[0;{\overline {2}}]\\&=[0;2,2,2,\dots ]\end{aligned}}}

### 超越数
- ネイピア数は超越数であり、その連分数展開は循環しないものの一定の規則性を持つ。

ネイピア数 e = [2; 1, 2, 1, 1, 4, 1, 1, 6, 1, 1, 8, 1, 1, 10, ...](オンライン整数列大辞典の数列 A003417)
- 円周率の正則連分数展開には規則性がないと考えられている。

円周率 π = [3; 7, 15, 1, 292, 1, 1, 1, 2, 1, 3, ...]（オンライン整数列大辞典の数列 A001203）
- 円周率の正則でない連分数で規則性を持つものが存在する。

{\displaystyle \pi =3+{\cfrac {1^{2}}{6+{\cfrac {3^{2}}{6+{\cfrac {5^{2}}{6+{\cfrac {7^{2}}{6+{\cfrac {9^{2}}{6+{\cfrac {11^{2}}{\ddots \,}}}}}}}}}}}}}
{\displaystyle {\cfrac {4}{\pi }}=1+{\cfrac {1^{2}}{3+{\cfrac {2^{2}}{5+{\cfrac {3^{2}}{7+{\cfrac {4^{2}}{9+{\cfrac {5^{2}}{11+{\cfrac {6^{2}}{\ddots \,}}}}}}}}}}}}}